# Mamadou Dian Barry
Pour les articles homonymes, voir Barry.
Mamadou Dian Barry né en 1948 à Télimélé et mort le 18 novembre 2020 à Conakry, est un député et homme politique guinéen.
Député à l'assemblée nationale, élu le 22 avril 2020 jusqu'au 18 novembre 2020.

## Biographie
Mamadou Dian Barry est originaire de sogoroyah, dans la sous-préfecture de sarékaly, préfecture de télimélé. Chimiste de formation,.

### Parcours politique
Il est membre du parti union pour le progrès et le renouveau (UPR), de Ousmane Bah président du parti. Troisième sur la liste nationale du parti, Après la démission du président, il lui remplace a l'assemble nationale.
Député aux comptes du UPR aux élections législatives du 22 mars 2020, il est rapporteur de la commission mines, industrie et commerce du 22 avril 2020 à son décès le 18 novembre 2020 à l'hôpital de l’amitié sino-guinéenne de Kipé, à Conakry,.

### Vie privée
Mamadou Dian Barry est marié à trois femmes et père de douze enfants dont cinq filles.